# Éjszakai ragadozók
Az Éjszakai ragadozók (eredeti cím: Nocturnal Animals) 2016-ban bemutatott amerikai film, amely Austin Wright Tony and Susan című könyve alapján készült. A filmet Tom Ford írta és rendezte, akinek ez volt a második rendezése. A főbb szerepekben Jake Gyllenhaal és Amy Adams látható, a mellékszerepekben pedig Isla Fisher, Michael Shannon, Aaron Taylor-Johnson, Michael Sheen és Laura Linney. A film költségvetése 22 500 000 dollár volt.
Az Amerikai Egyesült Államokban 2016. november 11.-én mutatták be, Magyarországon pedig 2016. november 17.-én.

## Cselekmény
A film cselekménye két szálon fut. Az egyik szálon egy volt szerelmespár kapcsolatába nyerhetünk betekintést, a másikban pedig egy fiktív történet bontakozik ki a szemünk előtt.
A szerelmesek sok évvel ezelőtt szétváltak, mert nem volt meg köztük a közös hang. Azóta a nőnek új férje van, a férfi pedig író lett és egy nap elküldi a volt feleségének a könyvét. A nő elkezdi olvasni a művet, amelyben egy család tragikus sorsáról van szó. A férj feleségét és gyerekét elrabolják a szeme láttára, majd meg is ölik őket. Az ügy egy lelkiismeretes zsaruhoz kerül, aki halálos beteg, és valószínűleg ez lesz az utolsó nyomozása. Sikerül rábukkannia a feltételezhető tettesekre, de nem sok esélyt lát az elítélésükre, ezért felajánlja a férjnek, hogy szolgáltassanak ők igazságot.
Eközben a volt feleség a könyv olvasása közben feleleveníti a volt férjével való kapcsolatát.

## Szereplők
| Szereplő                         | Színész                   | Magyar hang          |
| -------------------------------- | ------------------------- | -------------------- |
| Susan Morrow                     | Amy Adams                 | Ruttkay Laura        |
| Tony Hastings / Edward Sheffield | Jake Gyllenhaal           | Csőre Gábor          |
| Hutton Morrow                    | Armie Hammer              | Makranczi Zalán      |
| Anne Sutton                      | Laura Linney              | Kovács Nóra          |
| Alessia                          | Andrea Riseborough        | Nagy-Németh Borbála  |
| Carlos                           | Michael Sheen             | Széles Tamás         |
| Samantha Morrow                  | India Menuez              | Gulás Fanni          |
| Alex                             | Zawe Ashton               | Orosz Anna           |
| Sage Ross                        | Jena Malone               | Kis-Kovács Luca      |
| Samantha Van Helsing             | Kristin Bauer van Straten | Pupos Tímea          |
| Bobby Andes                      | Michael Shannon           | Epres Attila         |
| Ray Marcus                       | Aaron Taylor-Johnson      | Szabó Máté           |
| Laura Hastings                   | Isla Fisher               | Solecki Janka        |
| India Hastings                   | Ellie Bamber              | Pekár Adrienn        |
| Lou                              | Karl Glusman              | Baráth István        |
| Turk                             | Robert Aramayo            | Molnár Levente       |
| Graves hadnagy                   | Graham Beckel             | Forgács Gábor        |
| Chloe                            | Imogen Waterhouse         | Berkes Boglárka      |
| Christopher                      | Neil Jackson              | Kisfalusi Lehel      |
| Liftkezelő                       | Evan Bittencourt          | Németh Attila István |
| Saffron                          | TBA                       | Bárány Virág         |
| Edwina                           | TBA                       | Galiotti Barbara     |
| Linda                            | TBA                       | Ősi Ildikó           |
| Rendőr                           | TBA                       | Szokol Péter         |

## Kritika
- The Hollywood Reporter –  100 / 100
- The Guardian –  100 / 100
- Variety –  90 / 100
- Rolling Stone –  88 / 100
- Entertainment Weekly –  83 / 100
- The Washington Post –  75 / 100
- USA Today –  75 / 100
- The New York Times –  60 / 100
- Miami Herald –  50 / 100
- Tampa Bay Times –  25 / 100

## Fontosabb díjak, jelölések
- Oscar-díj (2017)
  - jelölés: Michael Shannon – legjobb férfi mellékszereplő
- Golden Globe-díj (2017) 
  - díj: Aaron Taylor-Johnson – legjobb férfi mellékszereplő
- Golden Globe-díj (2017)
  - jelölés: Tom Ford – Legjobb rendező jelölés
- BAFTA-díj (2017)
  - jelölés: – Jake Gyllenhaal – legjobb férfi főszereplő
  - jelölés: Aaron Taylor-Johnson – legjobb férfi mellékszereplő
  - jelölés: Tom Ford – legjobb adaptált forgatókönyv
- Velencei Nemzetközi Filmfesztivál (2016)
  - díj: Tom Ford – Ezüst Oroszlán díj
  - jelölés: Tom Ford – Arany Oroszlán díj